# Intériorisation
L'intériorisation est une notion utilisée en sociologie et en psychologie, ces deux domaines l'acceptant comme étant l'ensemble des processus par lesquels certains éléments du monde extérieur sont intégrés au fonctionnement mental de l'individu, contribuant à l'organisation des structures affectives et cognitives. 
La sociologie insiste sur l'assimilation des normes sociales qui en viennent à faire partie intégrante de la personnalité psychique, et se manifestent, entre autres, sous la forme d'habitus. Le processus, nommé contrôle social, ayant lieu en général dans l'enfance, notamment dans l'éducation, mais pouvant être aussi observé dans les groupes professionnels où ont lieu des mécanismes d'intériorisations de valeurs particulières à la profession ou à l'entreprise. La permanence des intériorisations est un sujet à débats. Norbert Elias en fait un des mécanismes fondamentaux du processus de civilisation.
En psychanalyse le terme est parfois utilisé comme synonyme de introjection ou d'indentification. Il est aussi utilisé pour désigner le processus de reconstruction de relations interpsychiques (par exemple l'intériorisation de la relation d'autorité père-enfant sous la forme de la relation surmoi-moi).
Jean Piaget en parle comme d'un processus majeur, avec la différenciation, qui conduit au développement du langage et de la pensée chez l'enfant.

## Articles annexes
- Conformisme
- Contrôle social
- Influence sociale
- Norme sociale